# 愛的幻影
〈愛的幻影〉（Vision of Love）是美國女歌手瑪麗亞·凱莉在1990年5月發行的單曲，也是她的處女之作。正是所謂初生之犢不畏虎，〈愛的幻影〉在美國單曲榜及成人抒情單曲榜雙雙摘冠，至此一顆新星在美國樂壇一鳴驚人式的崛起。翌年〈愛的幻影〉再添佳績，它為瑪麗亞·凱莉奪得第33屆葛萊美「最佳流行類女歌手」大獎。

## 內容

### 單曲簡介
〈愛的幻影〉是瑪麗亞·凱莉首張個人《同名專輯》的首支主打單曲，瑪麗亞·凱莉本身也是這首歌曲的創作者之一，據她自己表示這首歌並不是一首情歌，這僅是一首描述她生活感受的音樂作品，且在原先的Demo中，〈愛的幻影〉是一首1950年代風格的單曲，成品則是已經由製作人重新編曲，以及新加進部分瑪麗亞·凱莉重新錄製後才呈現的。這首融合福音和靈魂樂的〈愛的幻影〉，需要厚實的嗓音以及遼闊的聲線才能完美詮釋，瑪麗亞·凱莉曾在第33屆葛萊美獎典禮現場獻唱過此歌曲。

### 商業成績
〈愛的幻影〉在1990年6月2日進入告示牌單曲榜，首週成績為第73名，該週的冠軍曲是瑪丹娜的〈風尚〉，在經過兩個月的時間，〈愛的幻影〉終於在1990年8月4日登上冠軍寶座，同時蟬連了4週榜首成為瑪麗亞·凱莉首支美國冠軍單曲，該單曲銷售逾50萬張成為金單曲，〈愛的幻影〉在單曲榜內一共待了22週。1990年僅有3首4週冠軍單曲，〈愛的幻影〉就是其中一首，它在1990年告示牌年終單曲榜排名第6名。
〈愛的幻影〉在英國單曲榜最高成績為第9名。

### 音樂獎項
年僅21歲的瑪麗亞·凱莉，憑藉著首張專輯和單曲〈愛的幻影〉在1991年風光入圍第33屆葛萊美「最佳新人」以及「最佳流行類女歌手」兩個重要獎項。她也應邀於典禮現場演出〈愛的幻影〉，最終她擊敗各方競爭對手順利奪下這兩個大獎，實力獲得評審的肯定。